# Ishima (Okayama und Kagawa)
Ishima (japanisch 石島 oder auch 井島) ist eine Insel in der japanischen Seto-Inlandsee.

## Geographie
Administrativ gehört die Nordseite der Insel zu Tamano in der Präfektur Okayama und die unbewohnte Südseite, die etwa zwei Drittel der Gesamtfläche ausmacht, zu Naoshima in der Präfektur Kagawa.
Ishima hat eine Fläche von 2,64 km² bei einem Umfang von 2,3 km. Die höchste Erhebung innerhalb des Inselanteils der Präfektur Okayama erreicht 105 m und die höchster Erhebung insgesamt 156 m.
Die Einwohnerzahl von Ishima ist stark rückläufig. Im Jahr 1995 betrug sie noch 149 Einwohner, wohingegen es 2020 nur noch 54 waren.
| Jahr          | 1995 | 2000 | 2005 | 2010 | 2015 | 2020 |
| ------------- | ---- | ---- | ---- | ---- | ---- | ---- |
| Einwohnerzahl | 149  | 129  | 112  | 91   | 76   | 54   |

## Kultur
Auf Ishima wurden mehrere alte Gräber, darunter eines aus der Yayoi-Zeit, gefunden. Darüber hinaus befinden sich auf der Insel 88 Buddhasteine.
Ishima liegt innerhalb des 1934 ausgewiesenen Setonaikai-Nationalparks.

## Wirtschaft und Verkehr
Haupterwerbszweig sind Fischerei und Algenernte. Es bestehen Bootsverbindungen zwischen dem Ishima-Hafen und Uno in Tamano mit einer Fahrzeit von etwa 15 Minuten.

## Galerie

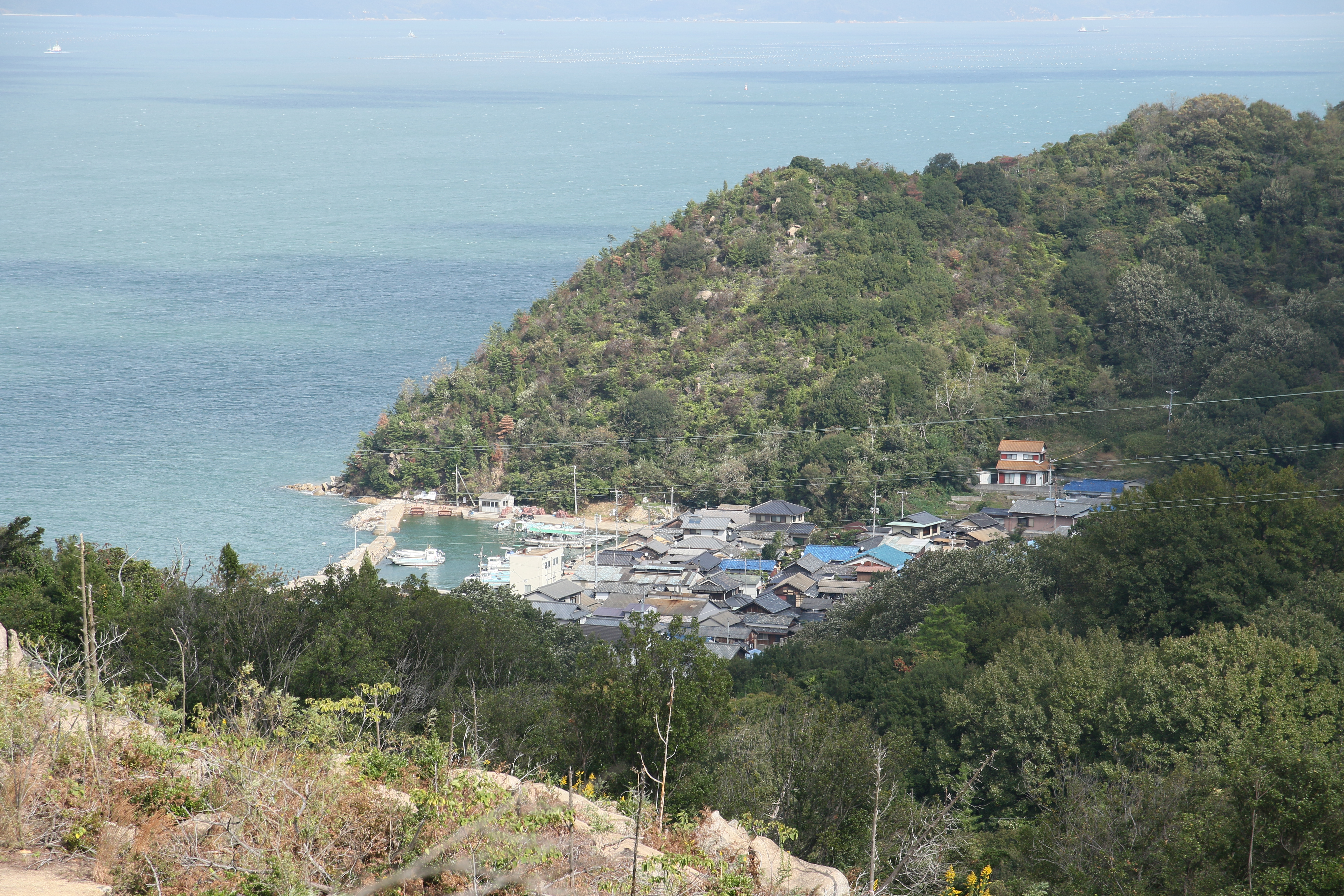
Blick auf die Siedlung
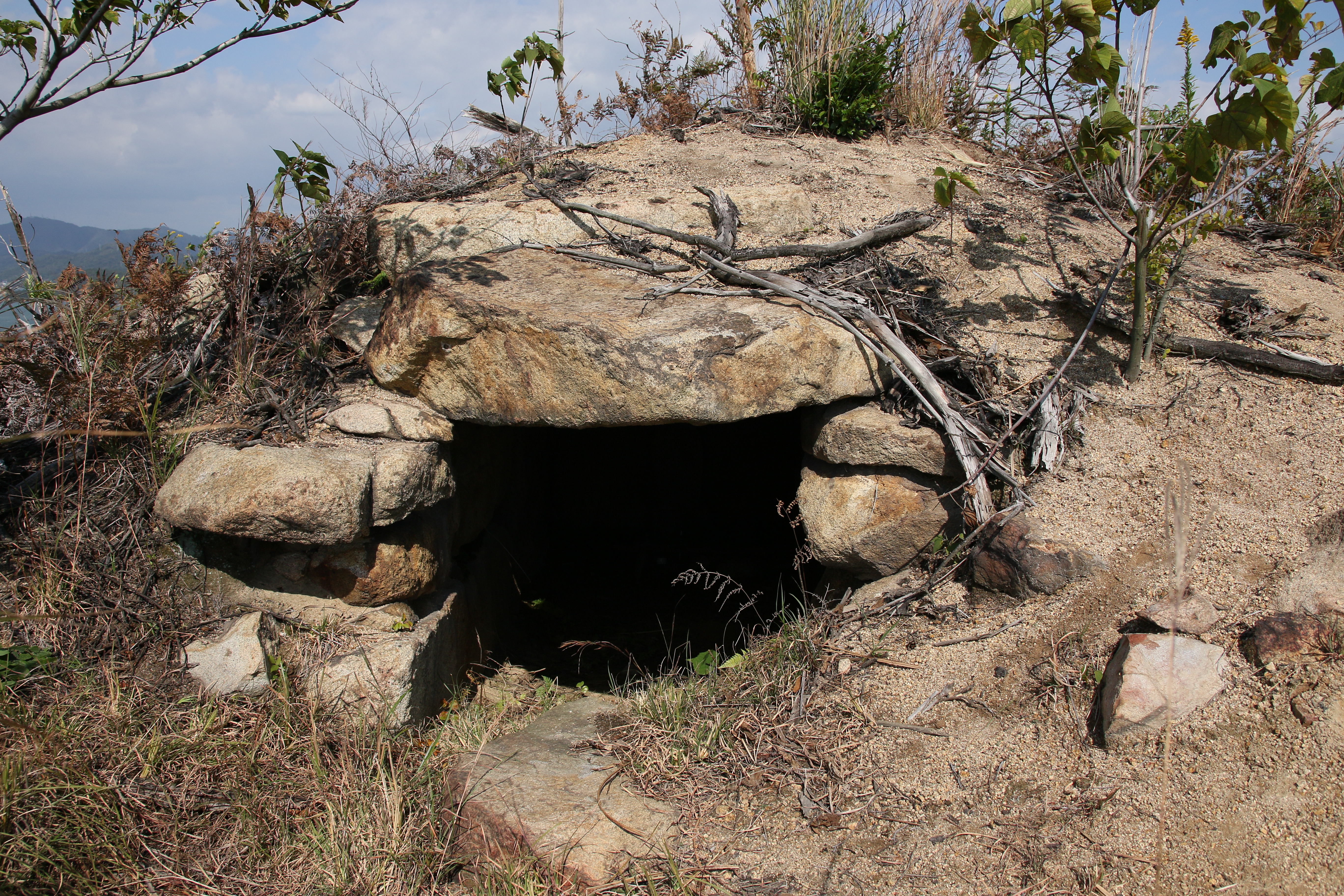
Graböffnung
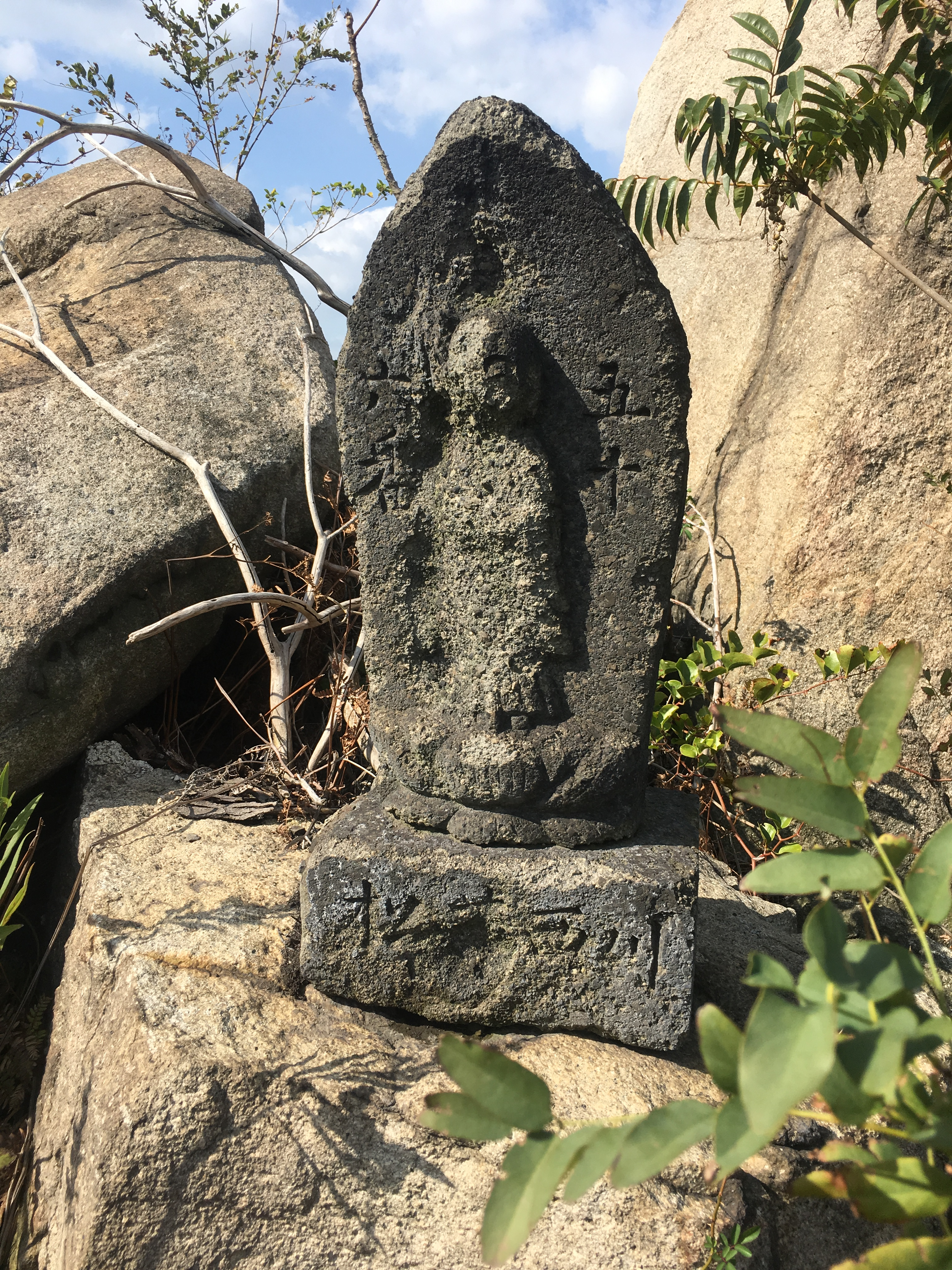
Einer der Buddhasteine